# Lukovica
Lukovica är en mindre kommun i centrala Slovenien med 4 972 invånare (2002).